# Aruna Shields
Aruna Shields (nata Aruna Lakkur Nagappa Srinivasa Murthy; 6 agosto 1978) è un'attrice britannica.

## Filmografia parziale
- Private Moments, regia di Jag Mundhra (2005)
- Ao, l'ultimo dei Neanderthal (Ao, le dernier Néandertal), regia di Jacques Malaterre (2010)
- Prince, regia di Kookie Gulati (2010)
- Mr. Singh Mrs. Mehta, regia di Pravesh Bhardwaj (2010)
- Dhada, regia di Ajay Bhuyan (2011)